# ニュージーランド銀行
ニュージーランド銀行 (ニュージーランドぎんこう、英称：The Bank of New Zealand, 略称：BNZ) は、ニュージーランド最大の民間銀行。
1861年12月2日にニュージーランド・オークランドにて開業。初支店はダニーデン設立された。現在は、ナショナルオーストラリア銀行グループ配下。

## 公的資金注入による銀行再生
1987年、ニュージーランド銀行は世界的な株式市場の暴落などにより経営危機に陥った。このためニュージーランド政府が公的資金を投入し、経営再建政策を行った。しかし、2005年には「ニュージーランドで経営不振の企業」のひとつに選ばれてしまった。

## 代表的な支店(ニュージーランド)
- オークランド
- クライストチャーチ
- ダニーデン
- クイーンズタウン

全国各地におよそ200の支店をもつ。